# Barro (Pontevedra)
Barro es un municipio de la provincia de Pontevedra, en Galicia, España. Pertenece a la comarca de Pontevedra.

## Situación
Situado en el noroeste de la provincia de Pontevedra y perteneciente a la comarca de Pontevedra, el ayuntamiento de Barro tiene una extensión de 37,9 kilómetros cuadrados y se localiza a 10 kilómetros de la capital provincial. Está atravesado por la Autopista del Atlántico (AP-9), por la autovía autonómica AG-41 (Barro-Sangenjo) y por la carretera nacional N-550, entre los pK 104 y 110, además de por la carretera provincial PO-531 (Pontevedra-Villagarcía de Arosa) y por carreteras locales que permiten la comunicación entre las parroquias. Sus límites son, por el sur, los municipios de Poyo y Pontevedra, por el este, el de Moraña; al norte, el de Portas y, por el oeste, Meis. La capitalidad del municipio se encuentra en el lugar de San Antoniño, parroquia de Perdecanai, donde se ubica la casa consistorial. 
| Noroeste: Portas | Norte: Portas   | Noreste: Moraña     |
| Oeste: Meis      |                 | Este: Moraña        |
| Suroeste: Poyo   | Sur: Pontevedra | Sureste: Pontevedra |

El relieve del municipio está definido por una sucesión de montes y valles formados por pequeños regatos. La altitud oscila entre los 600 metros al suroeste, en la ladera del Monte Castrove, en el límite con Poyo, y los 30 metros a orillas de un arroyo al norte. La capital del concejo se alza a 94 metros sobre el nivel del mar. 

## Historia
Las parroquias que hoy forman el municipio de Barro, durante el Antiguo Régimen, y según se señala en el Censo de Floridablanca, pertenecían todas ellas a la jurisdicción de Peñaflor, en la provincia de Santiago. 
El que hoy es el término municipal de Barro formaba parte de uno de los primeros ayuntamientos constitucionales, concretamente del de Trasumia. E incluso pertenecía al partido judicial de Caldas de Reyes, siendo en total nueve los municipios que componían esta demarcación judicial.
Una vez hecha la división de Galicia en cuatro provincias, en 1822 el ayuntamiento de Trasumia permanece dentro del partido de Caldas de Reyes, que pasa de nueve a trece ayuntamientos.
Este aumento de ayuntamientos es consecuencia del establecimiento de una nueva frontera interprovincial entre Pontevedra y La Coruña, el río Ulla.
El ayuntamiento constitucional de Trasumia fue suprimido cómo todos los demás por el Decreto de Fernando VII del 1° de octubre de 1823, volviendo a estar vigente la organización del Antiguo Régimen.
El R.D. de 23 de julio de 1835 dispuso la formación de nuevos ayuntamientos, nombrando el gobernador comisiones en los partidos judiciales que hicieran propuestas para su arreglo
Los comisionados del partido judicial de Caldas de Reyes, hicieron su propuesta el 23 de agosto de 1835 por la que el partido tendría seis ayuntamientos, uno de ellos el de Barro con siete parroquias y 2.459 hab. Constituida la Diputación provincial de Pontevedra, el expediente de arreglo pasó a informe de la misma, que se lo encomendó al diputado de cada partido, y el de Caldas, con fecha de 22 de junio de 1836, fijó una nueva propuesta aumentando en tres el número de ayuntamientos y en ella, lo que luego fue municipio de Barro, quedaba con seis parroquias que son las que ahora tiene. En esta nueva delimitación perdía la parroquia de Romai en favor de Portas.
En el BOPP número 97 del 3 de diciembre de 1836 figura por el partido judicial de Caldas de Reyes el nuevo municipio de Barro.
En Diccionario geográfico-estadístico-histórico de España y sus posesiones de Ultramar de Pascual Madoz se reitera que la cabecera del ayuntamiento se encuentra en Porráns. Por entonces, el lugar tenía contabilizada una población de 1804 habitantes. Aparece descrito en el cuarto volumen del Diccionario geográfico-estadístico-histórico de España y sus posesiones de Ultramar de Pascual Madoz con las siguientes palabras:

BARRO; ayunt. en la prov. de Pontevedra (2 leg.), dióc. de Santiago (6 1/2), c. g. y aud. terr. de la Coruña (16), y part. jud. de Caldas de Reys: sit. al N. de la cap. de prov. y á la izq. del r. Umia, con clima templado y sano, si bien se padecen algunas fiebres: le constituyen las felig. de Agudelos, San Martin; Baliñas, San Andrés; Barro, San Verísimo; Curro, Sta. María; Perdecanay, Sta. Maria, y Portela San Mamed, que reunen 586 casas en unas 45 ald., l. y barrios, la de ayunt., se encuentra en el l. de Porrans que pertenece á la felig. de Barro y tuvo cárcel hasta junio de 1844; pero carece de escuela pública; solo hay una particular en Perdecanay, á la cual asisten 18 niños que pagan al maestro 2 rs. mensuales. El térm. conf. por N. con el de Portas á 1/2 leg.; al E. con el de Campo; por S. Alba del part. de Pontevedra, y por O. con el de Meis que lo es de Cambado en la estension de una leg. por los tres últimos puntos: le recorre el r. Barosa que nace en San Mamed de Amil, ayunt. de Moraña, y despues de cruzarle un mediano puente, corre á unirse al mencionado Umia, al cual lleva las aguas de varios arroyos que se le agregan en su curso: el terreno participa de monte, contándose entre ellos el de Bazar pero escaso de arbolado; la parte destinada al cultivo es fértil: pasa por el centro el camino ó vereda real que desde Pontevedra se dirige por Caldas á Padron y Santiago; se halla en mediano estado, no asi los demas de pueblo á pueblo: el correo se recibe en la estafeta de Caldas á donde llega de la adm. de Santiago los domingos, miércoles y viernes: sale lunes, miércoles y viernes á las 10 de la noche; prod.: maiz, centeno y vino, varias legumbres y trigo; en algunas felig. abunda el arbolado de robles y castaños, y en todas hay pastos para el ganado, mucha caza, alguna pesca, telares y molinos harineros; pobl.: segun la matrícula catastral 589 vec., 1,804 almas; riqueza prod.: 523,630 rs.; imp. 160,918; contribuye con 31,411 rs. 14 mrs. El presupuesto municipal asciende á 6,000 rs., se cubre por reparto vecinal, y el secretario de ayunt. percibe 1,460.
(Madoz, 1846, p. 59)

La cabecera se mantuvo en el lugar de Porráns o en Coruto a lo largo del siglo XIX, pero desde 1900 figura en San Antoniño.
En realidad Coruto y Porráns son dos entidades distintas de la parroquia de Barro, por lo que es de suponer que la capital se trasladara de un lugar a otro, tal vez en función del número de habitantes (Coruto tiene 74 habitantes y Porráns 82) o del lugar de residencia de los regidores municipales. No se conoce ninguna otra razón por la que se haya hecho este cambio de la ubicación de la capital desde Porráns a San Antoniño (a no ser por la mayor cercanía a Pontevedra).

## Geografía humana

### Demografía
Cuenta con una población de 3657 habitantes (INE 2024).
| Gráfica de evolución demográfica de Barro entre 1842 y 2021                                                           |
| |
| Población de derecho según los censos de población del INE. Población de hecho según los censos de población del INE. |

### Organización territorial
El municipio está formado por cincuenta y cinco entidades de población distribuidas en seis parroquias:
- Agudelo (San Martín P.)[7]
- Barro (San Verísimo P.)[8]
- Curro (Santa María P.)[9][10]
- Perdecanay[5] (Santa María P.)[11]
- Portela (San Mamed P.)[12]
- Valiñas (San Andrés P.)[13][14]

## Alcaldía y corporación municipal
| Año inicio | Año fin    | Nombre                         | Partido |
| ---------- | ---------- | ------------------------------ | ------- |
| 1979       | 1983       | Manuel Pereira Gago            | UCD     |
| 1983       | 1987       | José Antonio Landín Eirín      | PPdeG   |
| 1987       | 1989       | José Antonio Landín Eirín      | PPdeG   |
| 1989       | 1991       | José Antonio Landín Eirín      | PPdeG   |
| 1991       | 1995       | José Antonio Landín Eirín      | PPdeG   |
| 1995       | 1999       | M.Teresa Roig Olana            | PPdeG   |
| 1999       | 2003       | José Antonio Landín Eirín      | PPdeG   |
| 2003       | 2007       | José Antonio Landín Eirín      | PPdeG   |
| 2007       | 2011       | José Antonio Landín Eirín      | PPdeG   |
| 2011       | 2015       | José Antonio Landín Eirín      | PPdeG   |
| 2015       | 2019       | Xosé Manuel Fernández Abraldes | BNG     |
| 2019       | actualidad | Xosé Manuel Fernández Abraldes | BNG     |

| Resultado elecciones municipales del 25 de mayo de 2015 en Barro |       |            |            |
| Nombre                                                           | Votos | Porcentaje | Concejales |
| Partido Popular de Galicia                                       | 993   | 45.24%     | 5          |
| Bloque Nacionalista Galego                                       | 684   | 31.16%     | 4          |
| Partido dos Socialistas de Galicia                               | 491   | 22.37%     | 2          |

| Resultado elecciones municipales del 26 de mayo de 2019 en Barro |       |            |            |
| Nombre                                                           | Votos | Porcentaje | Concejales |
| Bloque Nacionalista Galego                                       | 1166  | 49.43%     | 6          |
| Partido Popular de Galicia                                       | 782   | 33.15%     | 4          |
| Partido dos Socialistas de Galicia                               | 377   | 15.98%     | 1          |
| planB                                                            | 23    | 0.97%      | 0          |

## Festividades
Desde 1980 se celebra todos los años la Festa do Viño, siguiendo el modelo ya conocido de la Festa do Albariño de Cambados, como una forma de promoción del vino local al tiempo que se daba salida al exceso de producción. En ella, los productores locales dan a conocer el vino de la zona, teniendo las primeras ediciones de la fiesta un notable éxito, con asistencia de personas de toda Galicia.
En 2015 las fiestas serán inauguradas por los promotores de la primera edición, Valentín Buceta y Manolo García, en 1980 concejales independientes de la oposición, que en esta ocasión volverán a ser protagonistas de manos del nuevo gobierno local del BNG y PSdeG-PSOE, que busca volver a poner en valor el vino local.